# Raffaele Scalia
Raffaele Scalia (Avola, 19 settembre 1876 – Avola, 22 marzo 1948) è stato un pittore, decoratore, illustratore e progettista d'arredi e luci italiano, che si pose tra accademismo e innovazione.

## Biografia
Nacque da Maria Fagone e Gregorio Scalia, pittore, originario di San Gregorio (CT), di giovanile formazione artistica catanese, che aderì alla massoneria e si arruolò tra le camicie rosse di Garibaldi.
Il padre influì e ispirò profondamente i suoi ideali politici e artistici, e fu grazie a questo avviato ad un'eccellente formazione, prima nello studio paterno e poi a Napoli, al Regio Istituto di Belle Arti, nel quale conseguì il titolo accademico intorno al 1899.
Per il biennio successivo continuò a vivere e lavorare nella città partenopea, fino a che non decise di imbarcarsi sulla "Aller" dal porto e trasferirsi negli Stati Uniti, approdandovi il 10 settembre 1902.
Dopo un breve periodo di insuccessi e problemi economici divenne famoso, ottenendo commesse importanti a New York, dove visse per un po' e lavorò insieme ad altri artisti al Teatro Metropolitan. Si stabilì in seguito a Uniontown (Pennsylvania), e nel 1912 si sposò con una giovane italo-americana, Genoveffa "Gina" Adinolfi, originaria di San Marco (SA). Ebbero insieme due figlie. Durante il periodo statunitense svolse la sua attività in altre città, tra le quali Charleroi, Pittsburgh, Cumberland, Clarksburg, eccetera.
Nel 1922 ritornò in Sicilia, nella città natale, continuando con successo la sua carriera artistica, e risiedendo nella casa dei genitori, scomparsi in periodi diversi. Sue opere si trovano anche a Scicli e a Donnalucata (RG).
Morta la secondogenita, portò il lutto per il resto della sua vita, aggravata anche dalla perdita della vista.
Fu amico di Enrico Caruso.